# Harold F. Kress
Harold F. Kress (* 26. Juni 1913 in Pittsburgh, Pennsylvania; † 18. September 1999 in Palm Desert, Kalifornien) war ein US-amerikanischer Filmeditor.

## Leben
Harold F. Kress war einer der erfolgreichsten Editoren Hollywoods; so konnte er zwei Oscars für den besten Filmschnitt gewinnen. Sein Sohn Carl Kress war ebenfalls als Editor tätig und konnte zusammen mit seinem Vater einen Oscar für den Film Flammendes Inferno gewinnen.
Seine Karriere begann er 1939, als er für den Film Irrwege der Liebe erstmals als Editor tätig war. Er arbeitete mit den verschiedensten Regisseuren zusammen, darunter John Frankenheimer und Victor Fleming.
Im Jahre 1945 gab Kress mit dem Kurzfilm Watchtower Over Tomorrow sein Debüt als Regisseur. Im gleichen Jahr entstand mit Purity Squad ein weiterer Kurzfilm, thematisch beschäftigte sich dieser mit der Aufklärung über Drogen. Erst mit seinem dritten Film aus dem Jahr 1951 drehte Kress seinen ersten Langspielfilm. Ebenfalls 1951 inszenierte er Lassie und die Goldgräber, ein Jahr später drehte er mit Apache War Smoke seinen letzten Film als Regisseur.
Nach dem 1978 produzierten Horrorfilm Der tödliche Schwarm zog sich Harold F. Kress aus dem Filmgeschäft zurück.

## Filmografie (Auswahl)
- 1939: Drunter und drüber (It’s a Wonderful World)
- 1939: Remember?
- 1940: Comrade X
- 1940: Bitter Sweet
- 1940: New Moon
- 1941: Gefährliche Liebe (Rage in Heaven)
- 1941: Arzt und Dämon (Dr. Jekyll and Mr. Hyde)
- 1941: H.M. Pulham, Esq.
- 1942: Mrs. Miniver
- 1942: Gefundene Jahre (Random Harvest)
- 1943: Madame Curie
- 1943: Ein Häuschen im Himmel (Cabin in the Sky)
- 1944: Drachensaat (Dragon Seed)
- 1948: Wirbel um Judy (A Date with Judy)
- 1949: Der Spieler (The Great Sinner)
- 1949: Verlorenes Spiel (East Side, West Side)
- 1950: Ihr Geheimnis (The Miniver Story)
- 1953: Verwegene Gegner (Ride, Vaquero!)
- 1953: Saadia
- 1954: Grünes Feuer (Green Fire)
- 1954: Das Tal der Könige (Valley of the Kings)
- 1955: Und morgen werd’ ich weinen (I’ll Cry Tomorrow)
- 1956: Das kleine Teehaus (The Teahouse of the August Moon)
- 1957: Seidenstrümpfe (Silk Stockings)
- 1958: König der Spaßmacher (Merry Andrew)
- 1959: Die Welt, das Fleisch und der Teufel (The World, the Flesh and the Devil)
- 1961: König der Könige (King Of Kings)
- 1962: Das war der Wilde Westen (How the West Was Won)
- 1965: Die größte Geschichte aller Zeiten (The Greatest Story Ever Told)
- 1966: Alvarez Kelly
- 1972: Die Höllenfahrt der Poseidon (The Poseidon Adventure)
- 1973: The Iceman Cometh
- 1974: Flammendes Inferno (The Towering Inferno)
- 1976: Mein Name ist Gator (Gator)
- 1977: Jenseits von Mitternacht (The Other Side of Midnight)
- 1978: Der tödliche Schwarm (The Swarm)

## Auszeichnungen (Auswahl)

### Oscar
Gewonnen:
- 1963: Das war der Wilde Westen
- 1975: Flammendes Inferno

Nominiert:
- 1942: Arzt und Dämon
- 1943: Mrs. Miniver
- 1947: Die Wildnis ruft
- 1973: Die Höllenfahrt der Poseidon

### Weitere
- 1992: Auszeichnung der American Cinema Editors für sein Lebenswerk